# Sjarhej Martynau (Sportschütze)
Sjarhej Martynau (belarussisch Сяргей Анатолевіч Марты́наў; * 18. Mai 1968 in Moskau, Russische SFSR) ist ein ehemaliger belarussischer Sportschütze.

## Erfolge
Sjarhej Martynau nahm an sechs Olympischen Spielen teil. 1988 startete er in Seoul noch für die Sowjetunion und ging mit dem Luftgewehr über die 10-m-Distanz an den Start, in der er den 14. Platz belegte. Seine zweite Teilnahme erfolgte erst zu den Olympischen Spielen 1996 in Atlanta, bei denen er, wie auch später, für Belarus antrat. Im liegenden Anschlag erreichte er mit dem Kleinkalibergewehr den sechsten Rang, während er im Dreistellungskampf Achter wurde. Vier Jahre darauf gelang ihm in Sydney der erste Medaillengewinn, als er im liegenden Anschlag die Bronzemedaille hinter Jonas Edman und Torben Grimmel gewann. Den Dreistellungskampf beendete er auf Rang neun. In Athen wiederholte er 2004 seinen Erfolg von Sydney, als er sich erneut die Bronzemedaille im liegenden Anschlag sicherte, dieses Mal hinter Matthew Emmons und Christian Lusch. Im Dreistellungskampf kam er dagegen nicht über den 29. Rang hinaus. Noch schlechter schnitt er in diesem 2008 in Peking ab, als er lediglich 34. wurde. Im liegenden Anschlag qualifizierte er sich zwar für die Finalrunde, beendete diese jedoch auf dem letzten und damit achten Rang. Seinen größten Erfolg feierte er schließlich bei den Olympischen Spielen 2012 in London. Martynau trat lediglich im liegenden Anschlag an, dessen Qualifikation er mit den vollen 600 Punkten auf dem ersten Rang abschloss. In der Finalrunde bestätigte er mit dem Weltrekord von 705,5 Punkten seine Leistung und wurde damit Olympiasieger vor Lionel Cox und Rajmond Debevec. 2016 war er Fahnenträger bei der Eröffnungsfeier der Olympischen Spiele, ohne jedoch an diesen teilzunehmen.
Bei Weltmeisterschaften sicherte sich Martynau insgesamt achtmal den Titel. Nach einer Silbermedaille mit der Luftgewehr-Mannschaft 1989 in Sarajevo wurde er im Jahr darauf in Moskau mit der Kleinkalibergewehr-Mannschaft im liegenden und im stehenden Anschlag sowie im Dreistellungskampf Weltmeister. Im knienden Anschlag im Einzel gewann er eine weitere Silbermedaille. 1994 kamen in Mailand zwei Titelgewinne in Mannschaftswettbewerben hinzu: er gewann sowohl mit dem Luftgewehr, als auch mit dem freien Gewehr über 300 m im Dreistellungskampf. Zwölf Jahre später erst, im Jahr 2006 in Zagreb, folgten die nächsten Medaillengewinne mit den Titeln im liegenden Anschlag mit dem Kleinkalibergewehr sowie im Mannschaftswettbewerb mit dem Standardgewehr über 300 m im Dreistellungskampf. 2010 wurde er in München nochmals Weltmeister im liegenden Anschlag mit dem Kleinkalibergewehr im Einzel und sicherte sich 2014 in Granada in dieser Disziplin in der Mannschaftswertung Silber. 2015 gewann er bei den Europaspielen in Baku Bronze im liegenden Anschlag über 50 m mit dem Kleinkalibergewehr.
Martynau ist verheiratet und hat zwei Kinder.